# بنجامين فان كامب
بنجامين فـان كامب هو عالم بلجيكي، ولد في 26 ديسمبر 1946.